# 초월고등학교
초월고등학교(草月高等學校)는 대한민국 경기도 광주시 초월읍 대쌍령리에 있는 공립 고등학교이다.

## 학교 연혁
- 2014년 1월 13일 : 초월고등학교 설립인가(보통과 12학급)
- 2014년 3월 1일 : 초월고등학교 개교
- 2014년 3월 1일 : 초대 배홍철 교장 취임
- 2014년 3월 3일 : 제1회 입학식(12학급 367명)
- 2015년 7월 1일 : 씨름부 창단
- 2017년 2월 9일 : 제1회 졸업식(12학급 324명)
- 2022년 3월 1일 : 제4대 김선영 교장 취임
- 2024년 1월 5일 : 제8회 졸업식(12학급 347명)
- 2024년 3월 4일 : 제11회 입학식(12학급 400명)

## 참고 자료
- 초월고등학교 - 한국교육학술정보원 학교알리미